# Martin Peters
Martin Peters   (Londres, 8 de novembre de 1943 - Londres, 21 de desembre de 2019) va ser un futbolista anglès de la dècada de 1960.
Fou internacional amb la selecció d'Anglaterra amb la qual participà en la Copa del Món de futbol de 1966 i a la Copa del Món de futbol de 1970. Defensà els colors de West Ham United FC, Tottenham Hotspur FC, Norwich City FC i Sheffield United FC.
També fou breument entrenador del Sheffield United.

## Palmarès
West Ham United FC
- Recopa d'Europa de futbol: 1965

Tottenham Hotspur FC
- Copa de la Lliga anglesa de futbol: 1971, 1973
- Copa de la UEFA: 1972
- Copa de la Lliga anglo-italiana de futbol: 1971

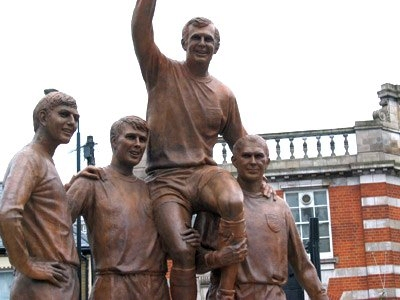
Peters (esquerra) a l'estàtua dels campions, Newham, Londres.

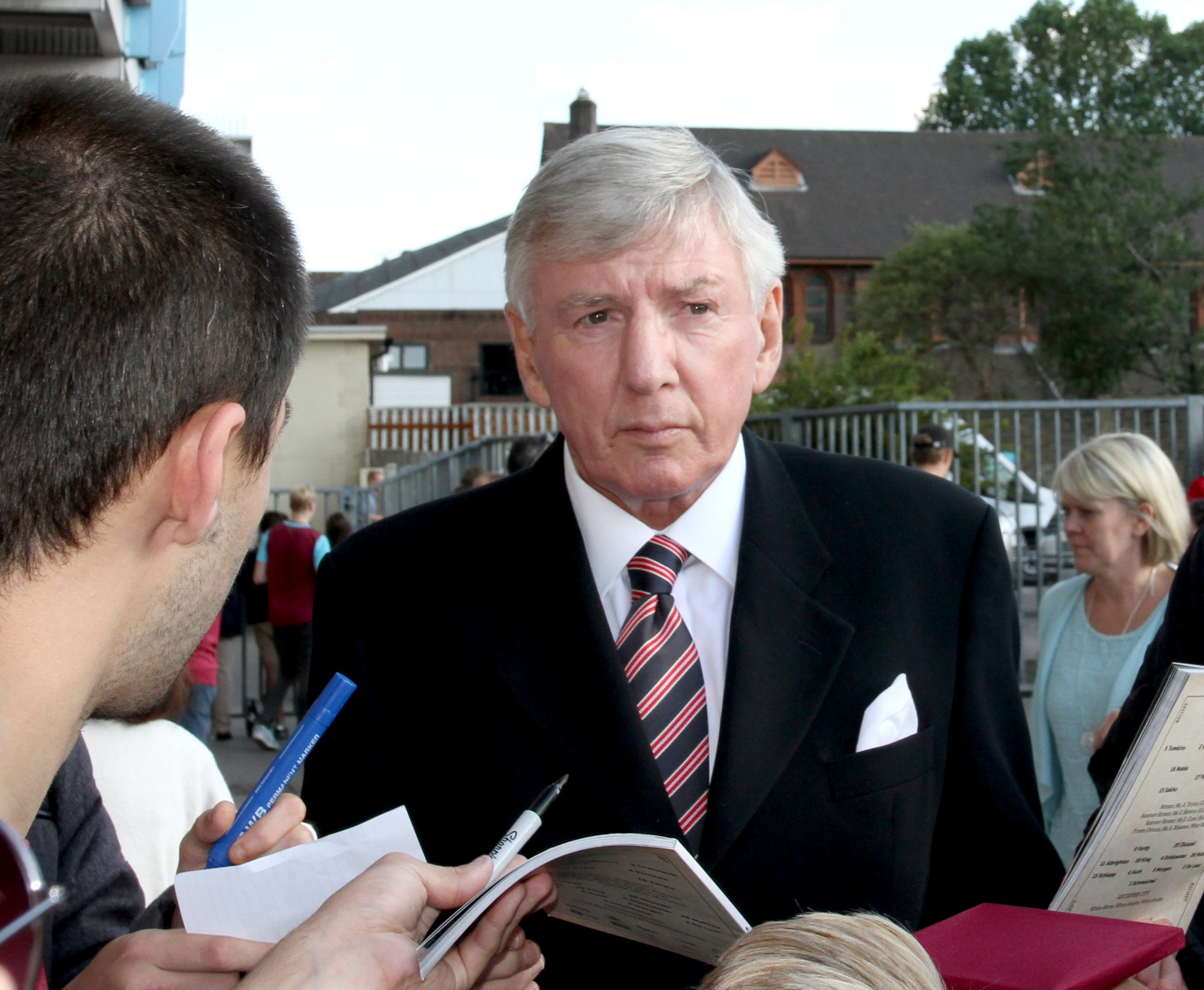
Martin Peters signa autògrafs a Boleyn Ground, 15 agost 2015.

Anglaterra
- Copa del Món de futbol: 1966